# M40 (musikgrupp)
Artikelns titel kan av tekniska skäl inte återges korrekt. Den korrekta titeln är M:40.
M:40 är ett crust/Hardcoreband från Lidköping som bildades hösten 2002.

## Diskografi
- 2005 – Tomma ord är inte värda ett skit
- 2007 – Historiens svarta vingslag
- 2012 – Diagnos
- 2019 – Arvsynd